# Hollywood Critics Association
A Hollywood Critics Association (HCA) (anteriormente conhecida como Los Angeles Online Film Critics Society) é uma organização de críticos de cinema em Los Angeles, Califórnia.

## Categorias
- Melhor Filme
- Melhor Ator
- Melhor Atriz
- Melhor Ator Coadjuvante
- Melhor Atriz Coadjuvante
- Melhor Roteiro Adaptado
- Melhor Roteiro Original
- Melhor Diretor
- Melhor Diretora
- Melhor Ator ou Atriz (com 23 anos ou menos)
- Melhor Revelação
- Melhor Elenco
- Melhor Primeiro Filme
- Melhor Filme Independente
- Melhor Filme de Guerra/Ação
- Melhor Filme de Animação
- Melhor Blockbuster
- Melhor Filme de Comédia/Musical
- Melhor Documentário
- Melhor Filme de Língua Estrangeira
- Melhor Filme de Terror
- Melhor Animação/Efeitos Especiais
- Melhor Fotografia
- Melhor Figurino
- Melhor Edição
- Melhor Maquiagem/Cabelo
- Melhor Canção Original
- Melhor Trilha Sonora
- Melhor Dublê de ação
- Melhor Efeitos Especiais

## Prêmios especiais
- HCA Star on the Rise
- HCA Newcomer Award
- HCA Game Changer Award